# C. J. Hinke
CJ Hinke ou C. J. Hinke (né en 1950 dans le New Jersey) est un traducteur, éditeur et bibliographe de livres pour enfants en alphabet latin et thaï. C'est aussi un activiste, ancien opposant à la guerre du Viêt Nam et membre de WikiLeaks.

## Biographie
Carl John Hinke est un quaker. Il fut un des organisateurs du mouvement pacifiste qui s'opposa à la guerre du Viêt Nam. Il fut arrêté plus de trente-cinq fois lors de manifestations de désobéissance civile. Après son départ au Canada en 1976, il fut le dernier ressortissant Américain à être arrêté pour ce motif (12 décembre 1976). Il a été gracié par Jimmy Carter le 21 janvier 1977, pour son premier acte en tant que président.
Il a vécu en Thaïlande à partir de 1989 ; il y a créé en 2006, le mouvement FACT (Freedom Against Censorship Thailand,) pour combattre la censure dans la société thaï.
CJ Hinke a fondé la Society Protecting Intact Kinetic Ecosystems (SPIKE), pour défendre une forêt sur la côte ouest de l'île de Vancouver.
Il fait partie de l'Advisory Board informel du site lanceur d'alerte WikiLeaks.

## Sources et références
- (en) advox.globalvoices.org : CJ Hinke.
- (en) web.archive.org : Advisory Board de WikiLeaks
- (en) Carl Hinke fonds, University of Victoria.
- (fr) cybermilitantism.blogspot.com : Annexe 1. Profil des membres du Conseil Consultatif de WikiLeaks.

1. ↑  « https://uvic2.coppul.archivematica.org/carl-hinke-fonds » (consulté le 14 octobre 2020)
2. ↑  crcl.th.net : The Wonderful Wizard of Oz.
3. ↑  (en) Kneeland, Douglas E. "Few War Resisters in Canada Seek to Return to U.S.", The New York Times, February 1, 1977. consulté le 13 août 2011 (payant). "'Those people in Toronto talk of American unity up her', said Carl Hinke, a 26-year-old draft resister from Nutley, N.J., who has been a Canadian citizen since 1975, 'but there is no American community up here.'"
4. ↑  (en) facthai.wordpress.com (visité le 5 décembre 2010).
5. ↑  (en) www.extensions.in.th : C. J. Hinke on Press that button and leap into the abyss - the madness of an early adopter.